# If Swallowed Do Not Induce Vomiting
If Swallowed Do Not Induce Vomiting — музичний альбом гурту Budgie. Виданий у червні 1980 року лейблом RCA. Загальна тривалість композицій становить 19:32. Альбом відносять до напрямку хард-рок, важкий метал.

## Список пісень
1. «Wild Fire» — 5:13
2. «High School Girls» — 3:39
3. «Panzer Division Destroyed» — 5:55
4. «Lies Of Jim (The E Type Lover)» — 4:45